# Zweedse Kerk
De Zweedse Kerk (Zweeds: Svenska kyrkan) was tot 2000 de staatskerk van Zweden. Het is een luthers kerkgenootschap, plaatst zich onder een apostolische successie en is in volle communie met de Anglicaanse Kerk en de Oud-Katholieke Kerken van de Unie van Utrecht. Per eind 2022 was 52,8% van de bevolking (1,1% minder dan een jaar eerder) officieel lid van de voormalige staatskerk. Sinds 2000 zijn Zweden bij hun geboorte niet meer automatisch lid van de staatskerk en sinds dat jaar daalt het percentage leden jaarlijks met ruim 1%. In 2021 werden ongeveer 35,2% van de baby's gedoopt in de Zweedse Kerk.

## Indeling
De Kerk van Zweden telt 13 bisdommen. Aan het hoofd van de bisschoppen staat een aartsbisschop. De kerk telt 174 proosdijen en vele parochies.
| Bisdom           | Zetel     | Bisschop                                                             |
| ---------------- | --------- | -------------------------------------------------------------------- |
| Bisdom Uppsala   | Uppsala   | Antje Jackelén (aartsbisschop), Ragnar Persenius (bisschop)          |
| Bisdom Göteborg  | Göteborg  | Per Eckerdal                                                         |
| Bisdom Härnösand | Härnösand | Eva Nordung Byström                                                  |
| Bisdom Kalmar    | Kalmar    | Bestond 1678–1915; ging in het Bistum Växjö op                       |
| Bisdom Karlstad  | Karlstad  | Esbjörn Hagberg                                                      |
| Bisdom Linköping | Linköping | Martin Modéus                                                        |
| Bisdom Luleå     | Luleå     | Hans Stiglund                                                        |
| Bisdom Lund      | Lund      | Johan Tyrberg                                                        |
| Bisdom Mariestad | Mariestad | Bestond als Superintendenz 1580–1646; ging in het bisdom Karlstad op |
| Bisdom Skara     | Skara     | Åke Bonnier                                                          |
| Bisdom Stockholm | Stockholm | Eva Brunne                                                           |
| Bisdom Strängnäs | Strängnäs | Hans-Erik Nordin                                                     |
| Bisdom Västerås  | Västerås  | Thomas Söderberg                                                     |
| Bisdom Växjö     | Växjö     | Jan-Olof Johansson                                                   |
| Bisdom Visby     | Visby     | Sven-Bernhard Fast                                                   |

Het hoogste orgaan van de Zweedse Kerk is de Synode (Kyrkomötet), die evenals de bisschoppelijke raden en parochieraden (Församling) rechtstreeks worden gekozen via zogenaamde kerkelijke verkiezingen. De landelijke kerkelijke verkiezingen voor de Synode vonden op 20 september 2009 plaats en werden gewonnen door de nomineringsgroep Arbeiderspartij - Sociaaldemocraten. De sociaaldemocraten hebben 71 zetels in de Synode (-), de Gematigde Uniepartij is de tweede grootste partij in de Synode, met 41 zetels (-4) en de Centrumpartij met 34 zetels (-7).
| Nomineringsgroep                               | 2005 | 2009 |
| ---------------------------------------------- | ---- | ---- |
| Sveriges socialdemokratiska arbetareparti (S)  | 71   | 71   |
| Centerpartiet (C)                              | 41   | 34   |
| Folkpartister i Svenska kyrkan (FISK)          | 15   | 13   |
| Frimodig kyrka (FK)                            | 7    | 13   |
| Kristdemokrater i Svenska kyrkan (KR)          | 17   | 18   |
| Kyrklig samverkan i Visby stift                | 1    | 1    |
| Miljöpartister i Svenska kyrkan                | 4    | 8    |
| Moderata Samlingspartiet                       | 45   | 41   |
| Partipolitiskt obundna i Svenska kyrkan (POSK) | 34   | 33   |
| SPI Seniorpartiet (SP)                         | 1    | 1    |
| Sverigedemokraterna – Fädernas kyrka (SD)      | 4    | 7    |
| Vänstern i Svenska kyrkan (VISK)               | 3    | 3    |
| Öppen kyrka – en kyrka för alla (ÖKA)          | 7    | 8    |
| Gabriel                                        | 1    | 0    |
| Bron: svenskakyrkan.se/kyrkoval                |      |      |

## Geschiedenis
| Staatskerk in Zweden | Staatskerk in Zweden | Staatskerk in Zweden | Staatskerk in Zweden |
| Jaar                 | Bevolking            | Aanhangers           | Percentage           |
| -------------------- | -------------------- | -------------------- | -------------------- |
| 1972                 | 8.146.000            | 7.754.784            | 95,2                 |
| 1980                 | 8.278.000            | 7.690.636            | 92,9                 |
| 1990                 | 8.573.000            | 7.630.350            | 89,0                 |
| 2000                 | 8.880.000            | 7.360.825            | 82,9                 |
| 2005                 | 9.048.000            | 6.967.498            | 77,0                 |
| 2006                 | 9.119.000            | 6.893.901            | 75,6                 |
| 2007                 | 9.179.000            | 6.820.161            | 74,3                 |
| 2008                 | 9.262.000            | 6.751.952            | 72,9                 |
| 2009                 | 9.341.000            | 6.664.064            | 71,3                 |
| 2010                 | 9.416.000            | 6.589.769            | 70,0                 |
| 2011                 | 9.483.000            | 6.519.889            | 68,8                 |
| 2012                 | 9.556.000            | 6.446.729            | 67,5                 |
| 2013                 | 9.645.000            | 6.357.508            | 65,9                 |
| 2014                 | 9.747.000            | 6.292.264            | 64,6                 |
| 2015                 | 9.850.000            | 6.225.091            | 63,2                 |
| 2016                 | 9.995.000            | 6.109.546            | 61,2                 |
| 2017                 | 10.120.000           | 5.993.368            | 59,3                 |
| 2018                 | 10.230.000           | 5.899.242            | 57,7                 |
| 2019                 | 10.328.000           | 5.817.634            | 56,4                 |
| 2020                 | 10.379.000           | 5.728.748            | 55,2                 |
| 2021                 | 10.452.000           | 5.628.067            | 53,9                 |
| 2022                 | 10.522.000           | 5.563.351            | 52,8                 |

Hoewel er sinds de negende eeuw al christelijke gemeenschappen, werd Zweden pas in de tiende eeuw gekerstend. De Zweedse kerk was aanvankelijk deel van het rooms-katholieke aartsbisdom Bremen. In 1104 werd het aartsbisdom Scandinavië gesticht met als zetel Lund. In 1164 werd het aartsbisdom Uppsala gesticht; het oudste nog bestaande bisdom van Zweden.
Bekende heiligen waren de twaalfde-eeuwse Erik de Heilige en de veertiende-eeuwse mystica Birgitta van Zweden e.a.
De Zweedse Reformatie begon in 1523 als gevolg van een conflict tussen de Zweedse koning Gustaaf Wasa en de paus over de benoeming van een nieuwe aartsbisschop. Gustaaf Trolle was als aartsbisschop afgezet door de Rijksdag en de koning wilde de geestelijke Johannes Magnus als zijn opvolger. Het Vaticaan vond de afzetting van Trolle ongeoorloofd en eiste van de koning dat hij Trolle in zijn waardigheid als aartsbisschop zou herstellen. De koning weigerde dit en liet Johannes Magnus tot aartsbisschop wijdden en hij brak met Rome. Johannes Magnus was echter een tegenstander van een kerkhervorming zoals gewenst door de koning en in 1526 stuurde Gustaaf Wasa Johannes Magnus als diplomaat naar Rusland. In 1531 liet de koning Magnus als aartsbisschop vervangen door Laurentius Petri, een theoloog die gestudeerd had onder Maarten Luther en bekendstond als een lutheraan. De breuk met Rome was nu definitief. Petri was de eerste lutherse aartsbisschop van Zweden (Uppsala) en de Lutherse Kerk werd de staatskerk. Veel rooms-katholieke rituelen bleven echter bestaan, hoewel Petri hier geen voorstander van was. Zijn opvolger, Laurentius Petri Gothus (1575-1579), was aanvankelijk een voorstander van een katholieke lijn (en van koning Johannes III van Zweden, die voorstander van een liturgische kerk), maar toen de invloed van de jezuïeten toenam, koos Gothus voor een harde aanpak van het katholicisme in Zweden en - tegen zijn zin - van het ritualisme.
In 1592 volgde Sigismund III zijn vader Johannes III op als koning van Zweden. Sigismund was al sinds 1587 koning van Polen en groothertog van Litouwen. Sigismund was openlijk katholiek. In 1599 werd hij door zijn oom, prins Karel, verdreven. Karel besteeg de Zweedse troon als Karel IX en was een groot voorstander van het protestantisme. De calvinistische sympathieën van de koning joegen de lutherse geestelijkheid vrees aan. Uiteindelijk bleef Zweedse kerk luthers.
In de zeventiende en achttiende eeuw zegevierde de lutherse orthodoxie, wat betekende dat de Zweedse Kerk strikt luthers was in haar leer. In de negentiende eeuw werden de orthodox-lutherse ideeën niet meer door iedereen gedeeld. Sommige geestelijken waren rationalisten die bepaalde leerstukken in twijfel trokken. Als gevolg hiervan groeiden de piëtistische stromingen binnen de Kerk van Zweden.
In de twintigste eeuw kregen niet-lutherse kerken meer godsdienstvrijheid. In 1951 werd de wet veranderd en kreeg het land volledige godsdienstvrijheid. Op 1 januari 2000 hielde de Kerk van Zweden op om staatskerk te zijn.
In 1999 tekende de Kerk van Zweden als lid van de Lutherse Wereldfederatie een gezamenlijke verklaring over de doctrine van de Rechtvaardiging met de Rooms-Katholieke Kerk. In 1994 tekende de Noorse kerk de verklaring van de Porvoo Gemeenschap en sindsdien kent de kerk een open communie met de Angelicaanse kerken, de Oudkatholieke Kerk en andere lutherse kerken.

## Doctrine
Het Nieuwe Testament werd in 1526 in het Zweeds vertaald. Een volledige vertaling van de Bijbel verscheen in 1541. Herzieningen van de Bijbelvertaling verschenen in 1618 en 1703. In 1917 en 2000 verschenen volledig nieuwe vertalingen van de Bijbel in het Zweeds.
Veel liederen die in de Zweedse Kerk gezongen worden zijn vertalingen van hymnen van Maarten Luther. Rond 1640 verscheen een semi-officieel liedboek. Het officiële Zweedse gezangenboek verscheen in 1695 onder de naam Den svenska psalmboken. Nieuwe uitgaven verschenen in 1819, 1937 en in 1986. De laatste uitgave is een oecumenisch liedboek dat ook liederen bevat uit de Rooms-Katholieke Kerk, Zevendedagsadventisten, Baptistengemeenten, Svenska Missionskyrkan, Methodistenkerk, de pinksterkerken en het Leger des Heils.
Tijdens de Synode van Uppsala van 1593 werd de geloofsleer van de Kerk vastgesteld. De Zweedse Kerk accepteerde naast de drie oecumenische geloofsbelijdenissen (Apostolicum, Geloofsbelijdenis van Nicea-Constantinopel en de Geloofsbelijdenis van Athanasius) ook de Confessio Augustana. De status van de overige lutherse belijdenisgeschriften is niet geheel duidelijk. (Thans is er een confessionele vereniging binnen de Zweedse Kerk actief (Rond Bijbel en Belijdenis) die de belijdenis een belangrijkere plaats wil toebedelen binnen de Kerk.)
Tijdens de Synode van Uppsala werd ook de Zweedse Kerkorde van 1571 aangenomen.
Binnen de Kerk zijn verschillende stromingen actief, variërend van uiterst liberaal en vrijzinnig tot orthodox-luthers tot charismatisch.

## Liturgie
De liturgie van de Zweedse Kerk is over het algemeen hoogkerkelijk te noemen. De zondagse viering is meestal een eucharistieviering, maar er zijn ook kerken die het vieren van het Avondmaal beperken tot enkele malen per jaar. De opbouw van de kerkdienst lijkt sterk op een katholieke mis. Er zijn drie lezingen; de eerste lezing is uit het Oude Testament, de tweede lezing is uit een Epistel (of een ander Nieuwe Testamentisch boek behalve het Evangelie) en de derde lezing is een Evangelielezing. De preek neemt een voornaam deel van de dienst in beslag.

## Vrouwen en mannen
In 1957 verwierp de Synode het priesterschap voor vrouwen, maar het Zweedse parlement dwong de Zweedse Kerk in 1958 om deze beslissing te herzien. Sinds 1960 worden er vrouwen tot präst (predikant) gewijd. Sinds 1994 worden er geen predikanten meer gewijd die tegenstander zijn van vrouwelijke geestelijken. Er bestaat geen celibaat in de Zweedse kerk.

## Ethiek
In mei 2009 werd het homohuwelijk in Zweden toegestaan. In oktober 2009 stemde een meerderheid van 176 van de 249 leden van de Synode vóór de kerkelijke inzegening van een homohuwelijk.

## Gebouwen van de Zweedse Kerk

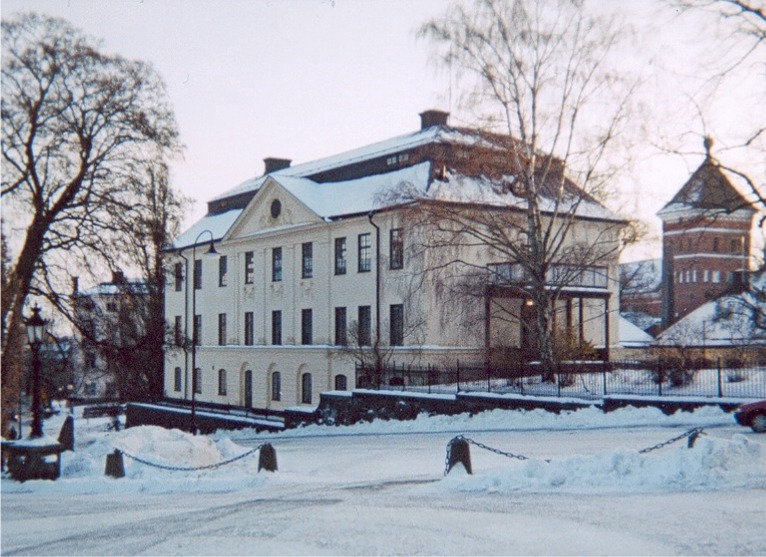
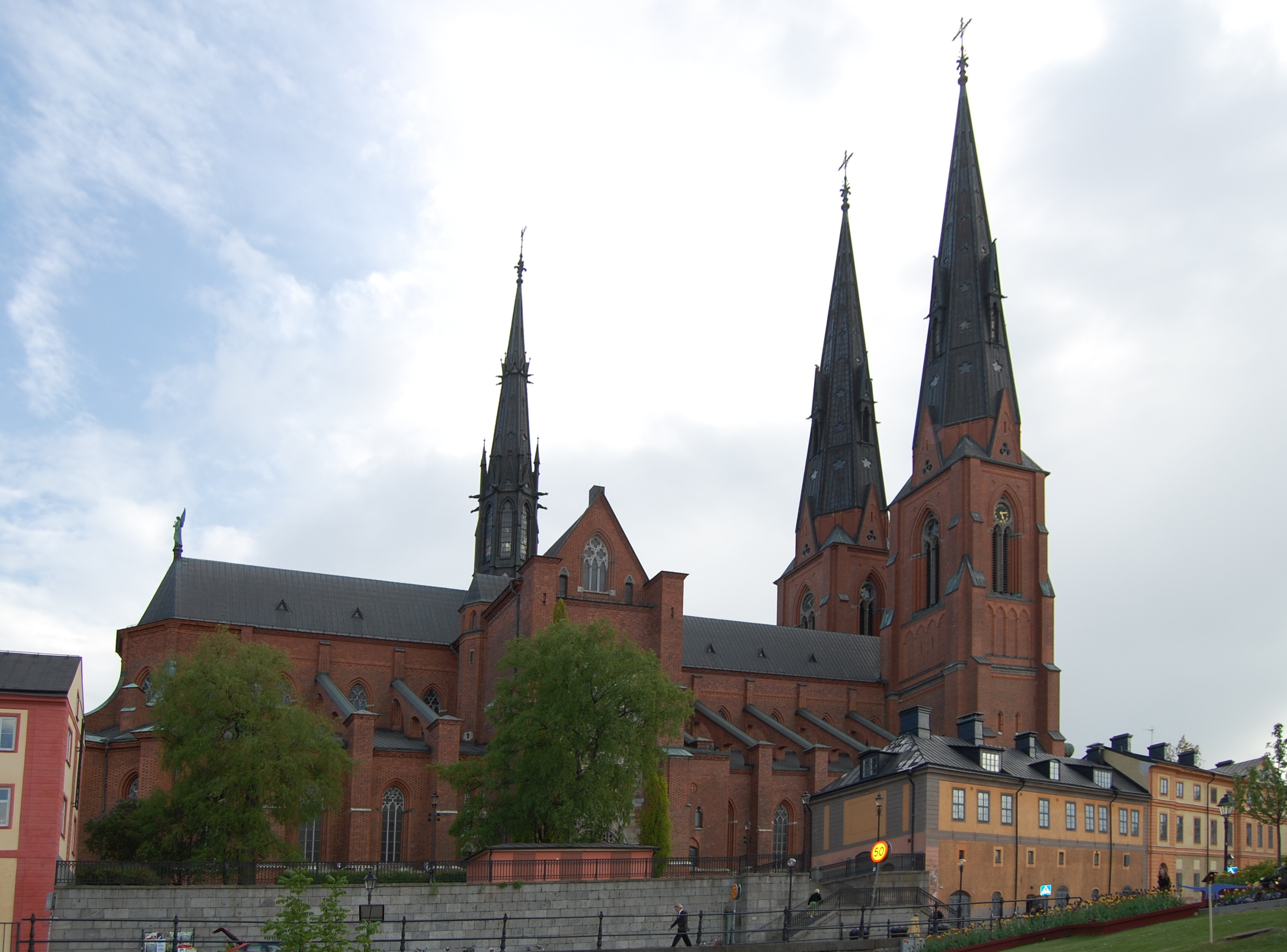
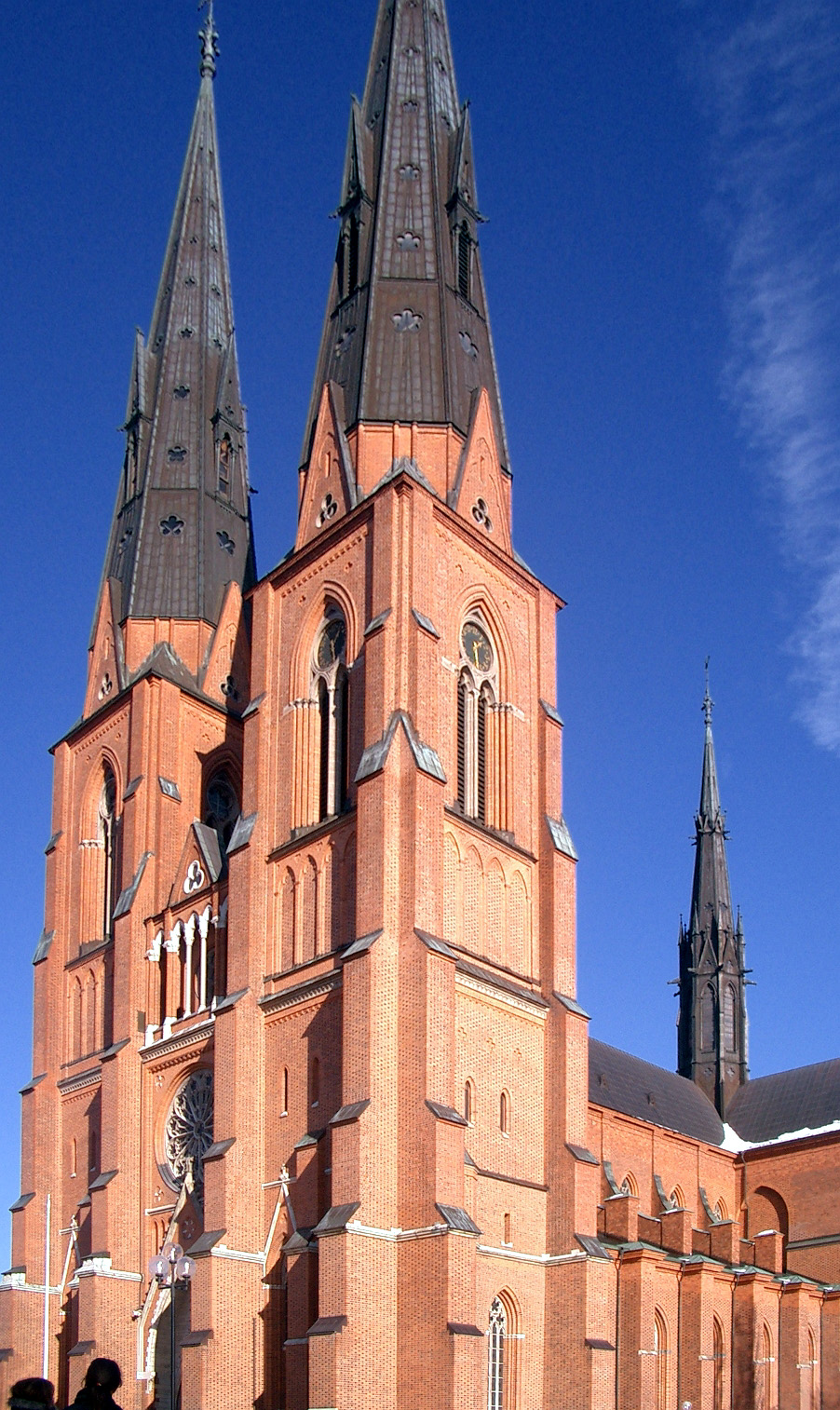
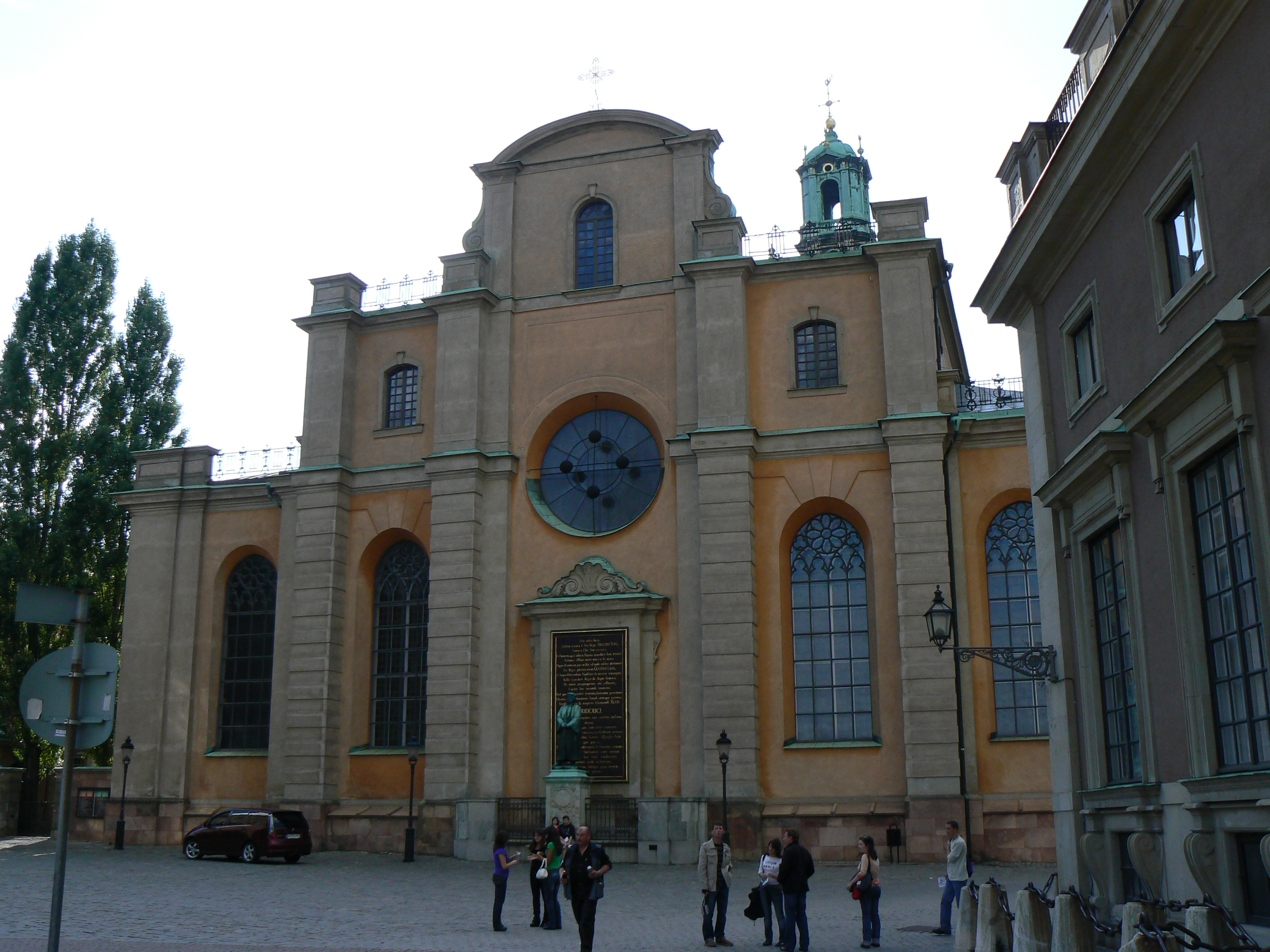
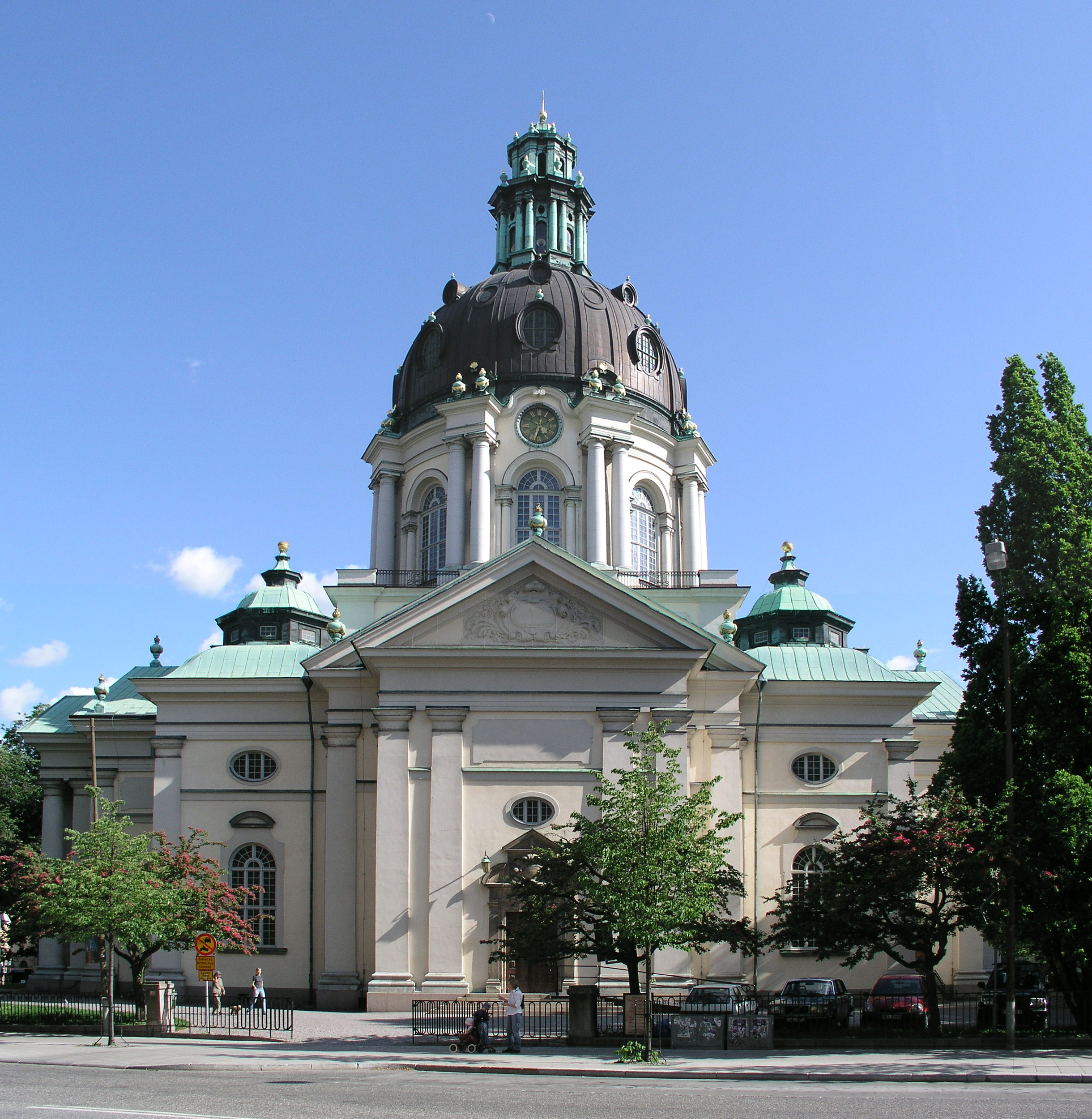